# イコフレックス

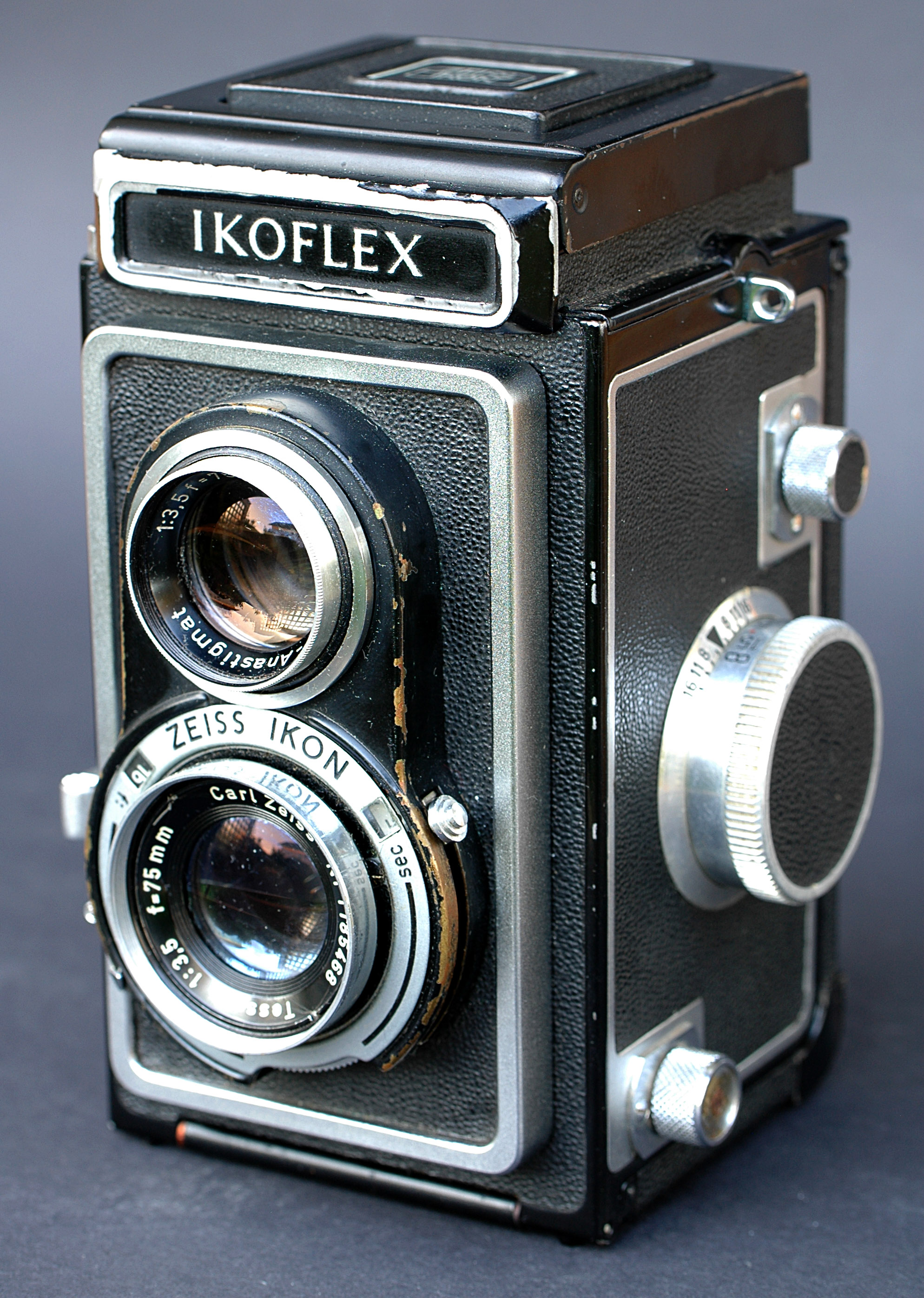
イコフレックス

イコフレックス（ドイツ語: Ikoflex ）は、ツァイス・イコンが製造販売した、120フィルム使用、画面サイズ6×6cm判の二眼レフカメラである。

## 略歴・概要
フランケ&ハイデッケ（現ローライ）のローライフレックスとは基本的にコンセプトが異なり、ローライフレックスがスタジオでも使えるプロ機であったのに対してイコフレックスは屋外でのスナップ撮影を行なうための手軽なカメラであった。それは搭載されたシャッターやレンズからも判断できる。その後徐々に高級化が進みローライと同様な路線のカメラとなっていく。ただイコフレックスIIIとイコフレックスファボリートを除き、販売価格からローライフレックスではなくローライコードをターゲットにした中級機であると言える。一番の特徴は横送りのイコフレックスIから最終機のイコフレックスファボリートまで一貫して採用した明るいファインダーで、戦前はコンデンサーレンズ、戦後型はフレネルレンズを使って実現している。
アタッチメントはイコフレックスIIIを除く戦前の機種が撮影レンズ、ファインダーレンズともに当初はφ28.5mmカブセで後にφ27mmねじ込みが併設された。イコフレックスIII及び戦後型全ての撮影レンズがφ35.5mmねじ込みまたはφ37mmカブセでファインダ−レンズがφ27mmねじ込みまたはφ28.5mmカブセを使用する。
カメラには「Ikoflex」と表記されるのみであり、また大幅に改変した何代にも渡り同じ番号を使用したため個体認識は困難である。

## 製品の一覧

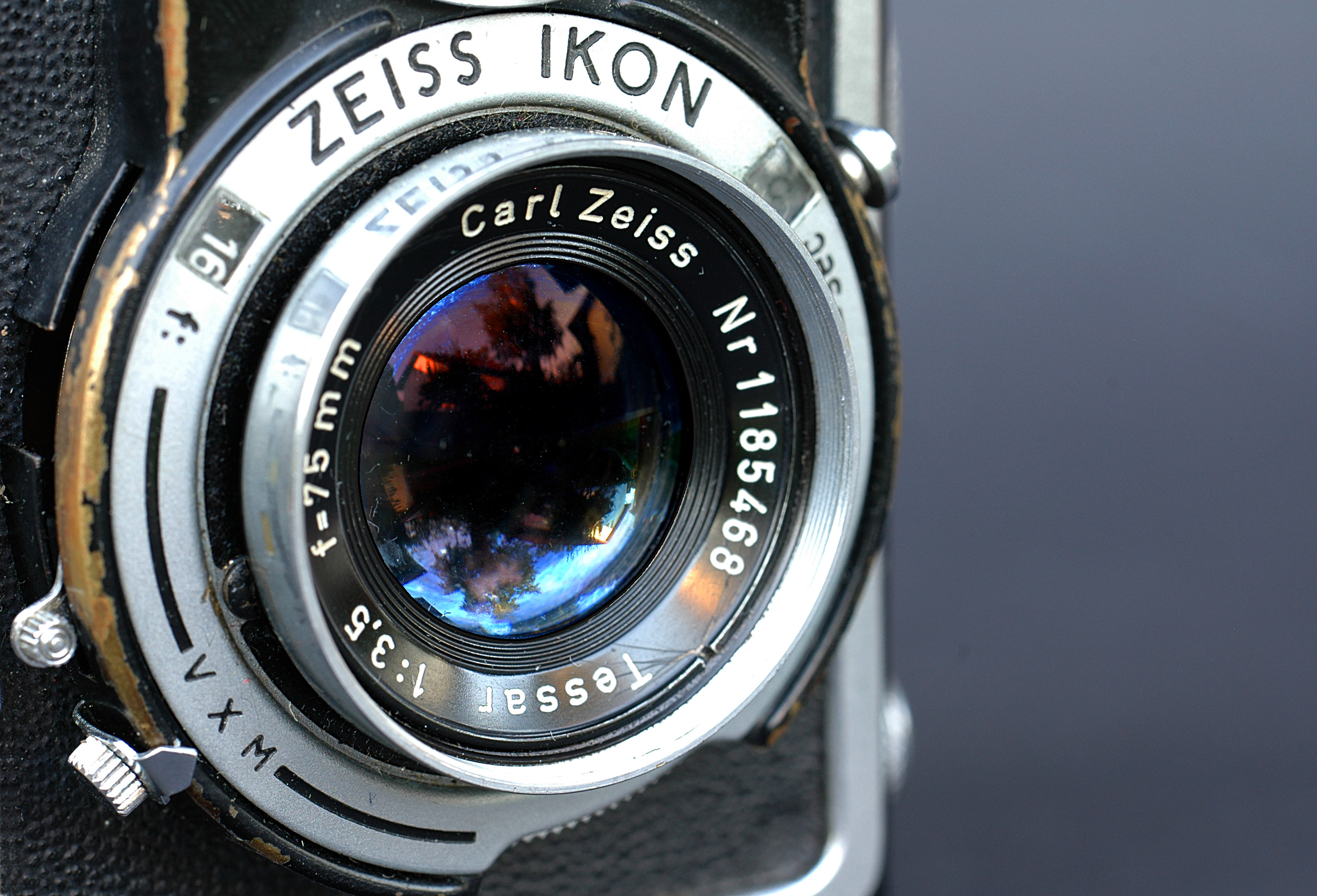
レンズ部

当初ゲルツ工場で製造され、戦後引き続きゲルツ工場で再生産された。新型がドイツ連邦共和国（西ドイツ）のシュトゥットガルトで生産されたが、これも小改良に留まった。
- イコフレックス/イコフレックスI（Ikoflex 、1934年発売、1936年改名） - レンズはノバー7.5cmF6.3またはノバー7.5cmF4.5。フィルムは左右送りでそのためボディー下部が丸く幅広い独特の形状で、ドイツ軍が第一次世界大戦中塹壕で使用していたコーヒー缶に形状が似ていることから欧米では「コーヒー缶」と称されることがある。その肩部左右にフィルムカウンターがあり、構えた状態で右手側が120フィルム用、左手側が620フィルム用。フィルム巻き上げは前面下部にあるレバーによる。日本ではこの最初のモデルもイコフレックスIと称するが、欧米の資料では単にIkoflexとされている。製品番号は850/16。イコフレックスII発売に伴い改名された。特定するためには「イコフレックス旧I型」と通称される。
- イコフレックスII（Ikoflex II 、1936年7月発売） - 特定するためには「イコフレックスII前期型」と通称される。と通称される。フィルム装填は赤窓式、フィルム巻き上げはカウンターを見て行う。ピントレバーは被写界深度を表示するため菱形。テッサー7.5cmF3.5またはトリオター7.5cmF3.5を装備。1939年頃にシャッターがプロンターに変更されている。製品番号は851/16。
- イコフレックスI（Ikoflex I 、1936年7月発売） - 最初のモデルとモデル名も同じ、製品番号も同じだがデザインが変更され、かなり普通の二眼レフカメラになっている。特定するためには「イコフレックスI前期型」と通称される。ピント合わせは左手側のレバーで行なう。製品番号は850/16。
- イコフレックスI（Ikoflex I 、1938年発売） - 最初のモデルとモデル名も同じ、製品番号も同じだが外観は全く異なり、普通の二眼レフカメラになっている。フィルム巻き上げはノブに変更されている。「イコフレックスI後期型」と通称される。レンズはノバー75mmF3.5。製品番号は850/16。戦後東ドイツとなったゲルツ工場で多数が再生産された。
- イコフレックスIII/イコフレックスII（Ikoflex III /Ikoflex II 、1938年発売、1939年改名） - 当初はイコフレックスIIIとして発売されたが、いわゆるイコフレックスIIIが発売されるとイコフレックスIIに改名された。製品番号は852/16。テッサー75mmF3.5またはトリオター7.5cmF3.5を装備。特定するためには「イコフレックスII後期型」と通称される。
- イコフレックスIII（Ikoflex III 、1939年発売） - ボディーはイコフレックスII後期型を流用したが、二眼レフカメラでは初となるセルフコッキング、パララックス自動補正のアルバダファインダー装備。巻き上げクランクはスプリングで自動復帰、クランクハンドル下部にフィルムが入っているか確認できる窓があり、装填時は赤地に白字のF、非装填時は黒を表示する。レンズカバー撮影レンズ左側にシャッターセットしてあるか確認する窓があり、非セット時は黒、セット時は赤、セルフタイマーでセット時は白。大口径のテッサー8cmF2.8を装備しセミオートマットとなった高級機。この機種のみフーベルト・ネルヴィン設計である。外装部品はベークライト製のピントノブ以外ほとんど軽合金製。製品番号は853/16。
- イコフレックスIIa（Ikoflex IIa 、1951年発売[1]） - イコフレックスII後期型の改良型でコンテッサ・ネッテル工場で生産された。テッサー75mmF3.5を装備。撮影レンズの両側が膨らんでおり、その肩部分にシャッタースピードと絞り値が表示される窓がある。セルフコッキング。製品番号は855/16。
- イコフレックスIa（Ikoflex Ia 、1951年発売[1]） - シャッターボタンが上面に戻った。製品番号は854/16。シャッターは当初プロンターSであったが1953年にシャッターがプロンターSV、ネームプレートが軽合金ダイキャスト製に変更されている。
- イコフレックスIb（Ikoflex Ib 、1956年発売[2]） - シャッターボタンが折畳式のスライドになっている。ピントフッドがワンタッチで閉じられるよう改良された。遮光バッフル装備。製品番号は856/16。
- イコフレックスIc（Ikoflex Ic 、1956年発売[2]） - イコフレックスIbに露出計を組み込んだもの。製品番号は886/16。
- イコフレックスファボリット（Ikoflex Favorit 、1956年発売[2]） - ライトバリュー式CdS露出計内蔵だが連動はしていない。フィルムを軸の間に通さない完全なオートマット、遮光バッフル装備。ファボリットとは英語でいうFavoriteであり「お気に入り」「人気者」の意。テッサー75mmF3.5を装備。製品番号は887/16。